# Gulou (Kaifeng)
Der Stadtbezirk Gulou (chinesisch 鼓楼区, Pinyin Gǔlóu Qū) gehört zum Verwaltungsgebiet der bezirksfreien Stadt Kaifeng in der chinesischen Provinz Henan. Er hat eine Fläche von 58 km² und zählt 157.000 Einwohner (Stand: Ende 2018). Er ist Zentrum und Sitz der Stadtregierung von Kaifeng.

## Administrative Gliederung
Auf Gemeindeebene setzt sich der Stadtbezirk aus acht Straßenvierteln zusammen. 